# 单臂路由器

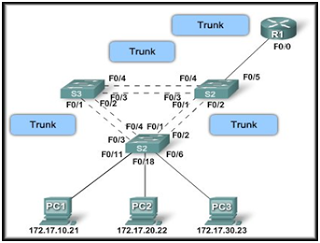
路由器R1是执行VLAN间路由的单臂路由器。

单臂路由器，是指与网络有单一物理或逻辑连接的路由器。它通常用于在本地连接的主机之间转发独立逻辑路由域上的流量，或者方便路由表的管理、分发和中继。

## 细节
执行流量转发的单臂路由器通常是在虚拟局域网（VLAN）上实现的。它们将使用单个以太网网络端口，作为两个或多个虚拟局域网的一部分，使它们能够加入。一个VLAN允许多个虚拟局域网共存于同一物理局域网中。这意味着连接在同一交换机上的两台机器不能互相发送以太网帧，即使它们是通过相同的电线。如果它们需要通信，则必须在两个VLAN之间放置一个路由器来转发数据包，就像两个局域网是物理上是隔离的一样。唯一不同的是，有关路由器可能只包含一个以太网网络接口控制器（NIC），它是两个VLAN的一部分。也就是“单臂”。虽然不常见，但是同一物理介质上的主机可能会被分配到不同的地址和网络。单臂路由器可以被每个网络分配地址，用于在本地不同网络之间转发流量，并通过另一个网关转发到远程网络。执行流量转发的单臂路由器通常是在虚拟局域网上实现的。它们将使用单个以太网网络端口，作为两个或多个虚拟局域网的一部分，使它们能够加入。
单臂路由器也被用于管理目的，例如路由收集，多跳中继和路由镜子服务器。